# Erucius mjobergi
Erucius mjobergi is een rechtvleugelig insect uit de familie Chorotypidae. De wetenschappelijke naam van deze soort is voor het eerst geldig gepubliceerd in 1944 door Bolívar.